# Vintl
Vintl (italià Vandoies) és un municipi italià, dins de la província autònoma de Tirol del Sud. És un dels municipis del vall de Pustertal. L'any 2007 tenia 3.104 habitants. Comprèn les fraccions de Niedervintl (Vandoies di Sotto), Obervintl (Vandioes di Sopra), Weitental (Vallarga) i Pfunders (Fundres). Limita amb els municipis de Kiens, Mühlbach, Rodeneck, Mühlwald, Terenten, i Pfitsch.

## Situació lingüística
| Pertinença lingüística (cens 2001) | 97,90% alemany |
| Pertinença lingüística (cens 2001) | 0,90% italià   |
| Pertinença lingüística (cens 2001) | 0,20% ladí     |

## Administració

Territori comunal

| Període | Identitat      | Partit |
| ------- | -------------- | ------ |
| 2004-   | Rudolf Cerbaro | SVP    |